# Omar Amiralay
Omar Amiralay (en árabe: عمر أميرالاي‎‎; 20 de octubre de 1944 – 5 de febrero de 2011) fue un director, y realizador de documentales sirio; un prominente activista civil. En sus películas, se destaca una fuerte crítica política y contra la censura; Amiralay jugó un papel prominente en los eventos de la primavera de Damasco de 2000.
Omar nació en Levante en 1944 y pasó su infancia en el barrio de Shaalan, “a unos pasos de la sede histórica del Partido Baaz”. En relación a su infancia “destaca el amor y la curiosidad por la observación y la anatomía de las personas, así como el interés en monitorear lo cotidiano y la vida diaria de sus vecinos”
Estudió teatro en la Universidad de "Teatro de las Naciones" en París de los años 1966-1967, y luego se unió al Instituto Superior de Estudios de Cine en París, pero se separó de la escuela debido a eventos estudiantiles en 1968; regresando a Damasco en 1970. Su estilo artístico se diferencia de la mayoría de los realizadores sirios que han estudiado en Unión Soviética o Europa del Este, destacando la búsqueda de la verdad como objetivo e interés que atraviesa toda su obra y el documental social como subgénero por excelencia.

## Filmografía
Su filmografía cuenta con documentales de tono crítico y político, destacando la trilogía sobre la presa de Tabqa en el Éufrates. El primero, "Ensayo cinematográfico sobre la presa del Eufrates" (1970), está realizado en tono de homenaje al mayor proyecto de desarrollo de Siria, pero el segundo y el tercero adoptan un enfoque más crítico. Vida cotidiana en un pueblo sirio  (1974) muestra el impacto ambiguo de la presa en las vidas de la gente común de una aldea cercana y retrata su relación con las autoridades, vistas como distantes y desconectadas de ellas; a día de hoy esta película crítica con la agricultura y reforma agraria del gobierno sigue prohibida en Siria.
Amiralay volvió a visitar la región en 2003, con Inundación en la tierra de Baath, que contiene una crítica política velada al régimen sirio pero clara mostrando las devastadoras consecuencias y efectos de la presa. Esta tenía el título provisional  Quince razones por las que odio el partido Baaz, y debido a las fuertes acusaciones contra sus películas por parte del gobierno, esta fue eliminada del Festival de cine de Carthage. En un acto de solidaridad con Amiralay, sus colegas árabes Yousry Nasrallah, Annemarie Jacir, Nizar Hassan, Joana y Khalil Joreige y Danielle Arbid retiraron sus películas de la competencia para protestar por la censura del festival. Como resultado, Inundación en la tierra de Baath fue reprogramado.
Otra película notable fue Todavía queda mucho por decir, producida por ARTE France - - Grains de Sable y basada en entrevistas con el dramaturgo sirio Saadallah Wannous, realizadas mientras estaba muriendo de cáncer. La película yuxtapone las declaraciones de Wannous con escenas de las guerras de Siria contra Israel y la primera Intifada palestina, como relata el dramaturgo, con cierto pesar por las oportunidades perdidas que resultaron, cómo la lucha palestina se convirtió en una parte central de la vida intelectual de una generación entera. Amiralay examina los ideales de su juventud a través del retrato de su amigo y compañero, exponiendo las desilusiones de su generación, los sueños destruidos del panarabismo, el conflicto árabe-israelí y las muchas frustraciones políticas. Los debates animados siguieron a esta película, y sigue siendo un testimonio de la postura intransigente de este cineasta; un rasgo por el que destacaría y que le daría un importante lugar e influencia en la producción cinematográfica siria.
Sus otras películas incluyen un retrato del ex primer ministro libanés Rafiq Hariri, El Hombre con las Suelas Doradas, codirigido con Hala Al-Abdallah Yacoub y otro del académico y estudioso de la sociedad del Medio Oriente, el francés Michel Seurat, que murió en Beirut durante la guerra civil libanesa. Esta película, muy controvertida y cuestionada por la izquierda del momento, se enmarca en el periodo en que Hariri fue obligado a abandonar su cargo de primer ministro por el presidente Lahoud y el régimen sirio que lo respaldaba. Hariri estaba tramando su regreso al poder, poniendo toda su energía en ganar las elecciones parlamentarias que allanarían el camino para su vuelta al poder, pero su asesinato en 2005 alteró radicalmente la dinámica política del país. Aún guardando las diferencias con el resto de la obra de Amiralay, la película muestra factores comunes como los temas del desarrollo y sus deficiencias o la naturaleza del poder.
“En mis películas, siempre estoy dispuesto a establecer un autodiálogo con la vida y las personas para plantear preguntas y dudas y narrar personas, eventos y transformaciones que pueden ser olvidadas o negadas por el tiempo.”

## Compromiso político
Tal y cómo refleja en obras como Todavía queda mucho por decir o Inundación en la tierra del Baath, Amiralay mantiene una postura abiertamente crítica con el régimen, denunciando la crisis social, la falta de libertades y la opresión institucional. Esto le causará diversos problemas tales como la censura de sus obras, represión mediática y diversos ataques desde las instituciones del régimen. 
En el año 2000, Amiralay participó en la "Declaración de los 99", un manifiesto firmado por destacados intelectuales sirios, pidiendo el fin del estado de emergencia en vigor desde 1963, la liberación de todos los presos políticos y de conciencia y el permiso de los partidos políticos y las organizaciones independientes de la sociedad civil. Todo esto enmarcado en el contexto de la "primavera de Damasco", destacando el auge de debates y organización por parte de la sociedad civil contra el régimen en los que Amiralay fue un prominente participante.

Entre sus críticas más recurrentes al régimen baazista sirio, Amiralay se centra en la represión y limitación de las libertades, poniendo el foco en la cuestión cultural y la coacción a los artistas.
La censura ha solapado toda forma de expresión pública interna, el cine incluido. Hemos visto morir el espacio público; los clubes, las asociaciones. El cine sirio nace en el seno del Estado, pero al mismo tiempo muere por culpa de la política. El público sirio no conoce el cine sirio.
En sus últimos años, a través de su asentada posición como director y guionista comprometido, Amiralay aprovecha para trasladar y dar voz a las problemáticas del pueblo sirio en la esfera cultural internacional; ejerciendo un rol de divulgador y poniendo el cine sirio en el centro.

## Deceso
Omar falleció en 2011,a los 66 años, quizás por un paro cardíaco o una trombosis cerebral.

## Obra
- فيلم محاولة عن سد الفرات "Ensayo cinematográfico sobre la presa del Eufrates" (1970)
- الحياة اليومية في قرية سورية Vida cotidiana en un pueblo sirio (1974)
- الدجاج El Pollo (1977)
- عن ثورة Sobre una Revolución (1978)
- مصائب قوم Las Calamidades de Algunos... (1981)
- رائحة الجنة Esencias del Paraíso (1982)
- الحب الموءود Amor Abortado (1983)
- فيديو على الرمال Video en la Arena (1984)
- العدوّ الحميم El Enemigo Íntimo (1986)
- سيّدة شيبام  La Lady de Shibam (1988)
- شرقي عدن  Al Este del Edén (1988)
- إلى جناب السيّدة رئيسة الوزراء بينظير بوتو Para el Funeral del Primer Ministro Benazir Bhutto (1990)
- نور وظلال Luces y Sombras (1994)
- المدرّس El Master (1995)
- في يوم من أيّام العنف العادي، مات صديقي ميشيل سورا... En un día de violencia ordinaria, mi amigo Michel Seurat... (1996)
- وهنالك أشياء كثيرة كان يمكن أن يتحدّث عنها المرء Todavía queda mucho por decir (1997)
- طبق السردين  Un Plato de Sardinas (1997)
- الرجل ذو النّعل الذهبي El Hombre con las Suelas Doradas (1999)
- طوفان في بلد البعث Inundación en la tierra de Baath (2003)